# TV toranj u Rigi
TV i radio toranj u Rigi najviša je građevina u Rigi u Latviji. Najviša točka doseže 368.5 metara što ga čini trećom najvišom građevinom u Europi. Na visini od 97 metara nalazi se vidikovac s pogledom na grad i okolinu.
Toranj je napravljen na otoku Zakusala, koje se nalazi na nadmorskoj visini od 7 metara. Toranj može izdržati udare vjetra do 44 m/s bez potresa i vibracija.
Toranj je započeo s emitiranjem 1986.

## Vanjske poveznice
- Tehničke informacije